# Лоренцо Фернандес
Лоренцо Фернандес (на испански: Lorenzo Fernández) е уругвайски футболист, полузащитник и треньор.

## Кариера
На победния световен шампионат през 1930 г. Лоренцо Фернандес играе във всичките 4 мача за националния отбор на своята страна Уругвай.
Играе и за уругвайските отбори Капуро, Атлетико Уондърърс, Пенярол и Ривър Плейт.
След прекратяване на кариерата си, работи като треньор. През 1941-1942 ръководи Пенярол.

## Отличия

### Отборни
Атлетико Уондърърс
- Примера дивисион де Уругвай: 1923

Пенярол
- Примера дивисион де Уругвай: 1928, 1929, 1932, 1935

### Международни
Уругвай
- Световно първенство по футбол: 1930
- Олимпийски игри златен медал: 1928
- Копа Америка: 1926, 1935